# Столяр, Ефим Самуилович
Ефим Самуилович Столяр (10 марта 1923 — 28 марта 2009) — советский и российский шахматист, мастер спорта СССР с 1953. Юрист.

## Биография
Участник многих первенств РСФСР (лучшие результаты в 1953 — 5-7-е, 1956 — 2-4-е), Ленинграда, полуфиналов первенства СССР, добился права играть в финале XXIV-го. Чемпион ДСО «Буревестник» (1960).
В составе команды РСФСР победитель 4-го первенства СССР между командами союзных республик (1955) в г. Ворошиловграде.
Заслуженный тренер России. Судья всесоюзной категории. Автор ряда публикаций по теории шахмат.

## Книги
- Защита Бенони / в соавторстве с П. Е. Кондратьевым. — М.: Физкультура и спорт, 1981. — 224 с. — (Теория дебютов). — 75 000 экз.
- Александрович Г. С., Столяр Е. С. Многоликая Каисса. — М. : Физкультура и спорт, 1989. — 240 с. — ISBN 5-278-00013-9.